# Stare Koszary (gmina)
Stare Koszary – dawna gmina wiejska istniejąca do 1939 roku w woj. wołyńskim (obecnie na Ukrainie). Siedzibą gminy były Stare Koszary.
W okresie międzywojennym gmina Stare Koszary należała do powiatu kowelskiego w woj. wołyńskim. 1 października 1933 z gminy  wyłączono kolonię Malinowszczyzna, osadę Jurydyka i grunty z innych miejscowości, przyłączając je do gminy miejskiej Kowel.   
Według stanu z dnia 4 stycznia 1936 roku gmina składała się z 29 gromad. Po wojnie obszar gminy Stare Koszary wszedł w struktury administracyjne Związku Radzieckiego.